# Liste der Comarcas auf den Kanarischen Inseln
Dies sind die Comarcas auf den Kanarischen Inseln, Spanien.

## Las Palmas

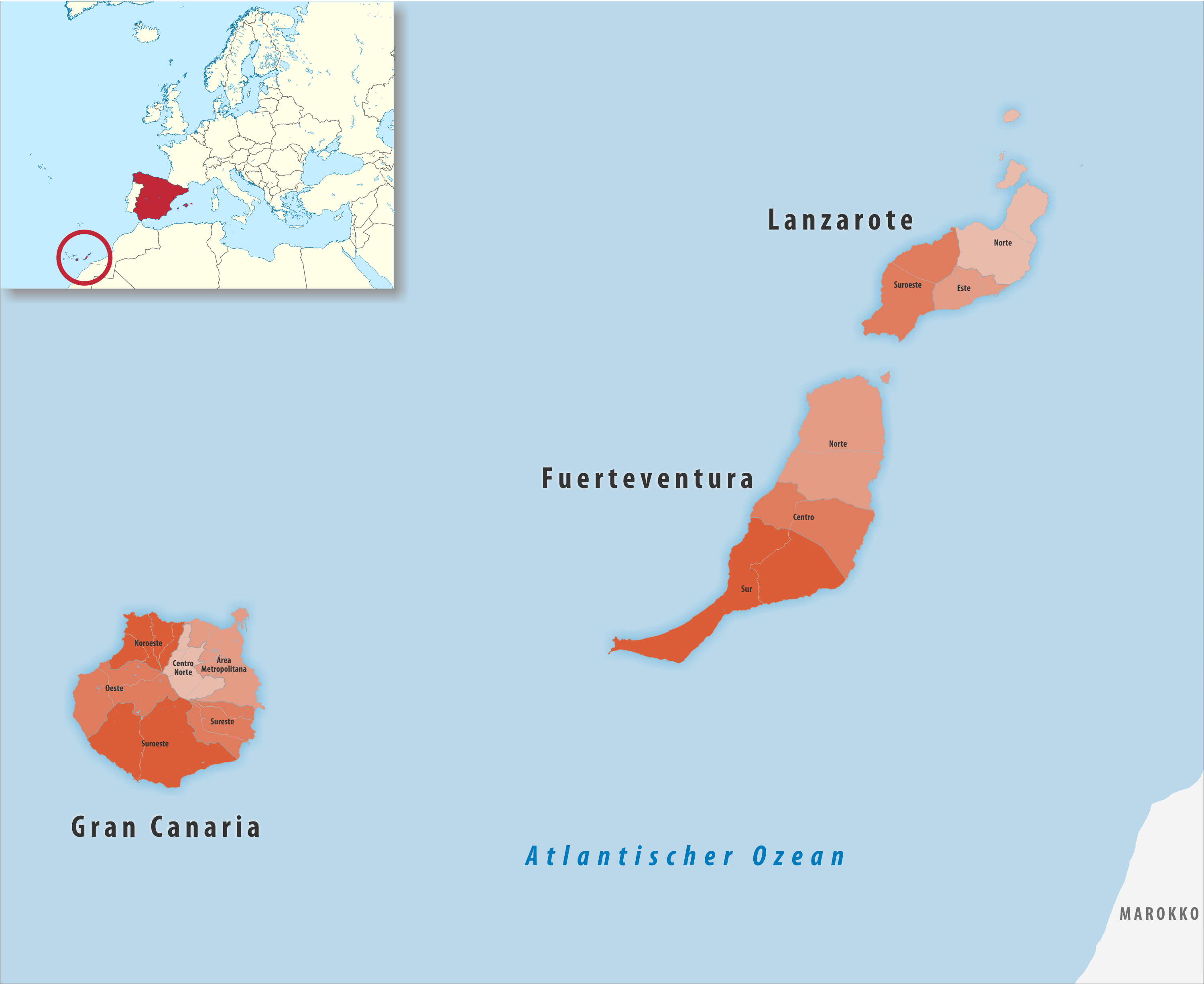
Comarcas in der Provinz Las Palmas

| Comarca                           | Gemeinden | Einwohner (2024) | Fläche km² | Dichte Einw./km² | Hauptort                   |
| --------------------------------- | --------- | ---------------- | ---------- | ---------------- | -------------------------- |
| Área Metropolitana (Gran Canaria) | 4         | 540.790          | 260,32     | 2.077            | Las Palmas de Gran Canaria |
| Centro                            | 2         | 14.644           | 353,96     | 41               | Antigua                    |
| Centro Norte                      | 5         | 41.931           | 140,98     | 297              | Teror                      |
| Este                              | 3         | 109.074          | 129,36     | 843              | Arrecife                   |
| Noroeste (Gran Canaria)           | 4         | 52.603           | 181,88     | 289              | Gáldar                     |
| Norte (Fuerteventura)             | 2         | 74.331           | 646,10     | 115              | Puerto del Rosario         |
| Norte (Lanzarote)                 | 2         | 29.415           | 369,66     | 80               | Teguise                    |
| Oeste                             | 3         | 10.304           | 293,99     | 35               | La Aldea de San Nicolás    |
| Sur (Fuerteventura)               | 2         | 38.068           | 661,24     | 58               | Pájara                     |
| Sureste                           | 3         | 143.024          | 180,52     | 792              | Santa Lucía de Tirajana    |
| Suroeste (Gran Canaria)           | 2         | 75.291           | 503,84     | 149              | San Bartolomé de Tirajana  |
| Suroeste (Lanzarote)              | 2         | 24.978           | 347,87     | 72               | Yaiza                      |
| Provinz Las Palmas                | 34        | 1.154.453        | 4.069,72   | 284              | Las Palmas de Gran Canaria |

## Santa Cruz de Tenerife

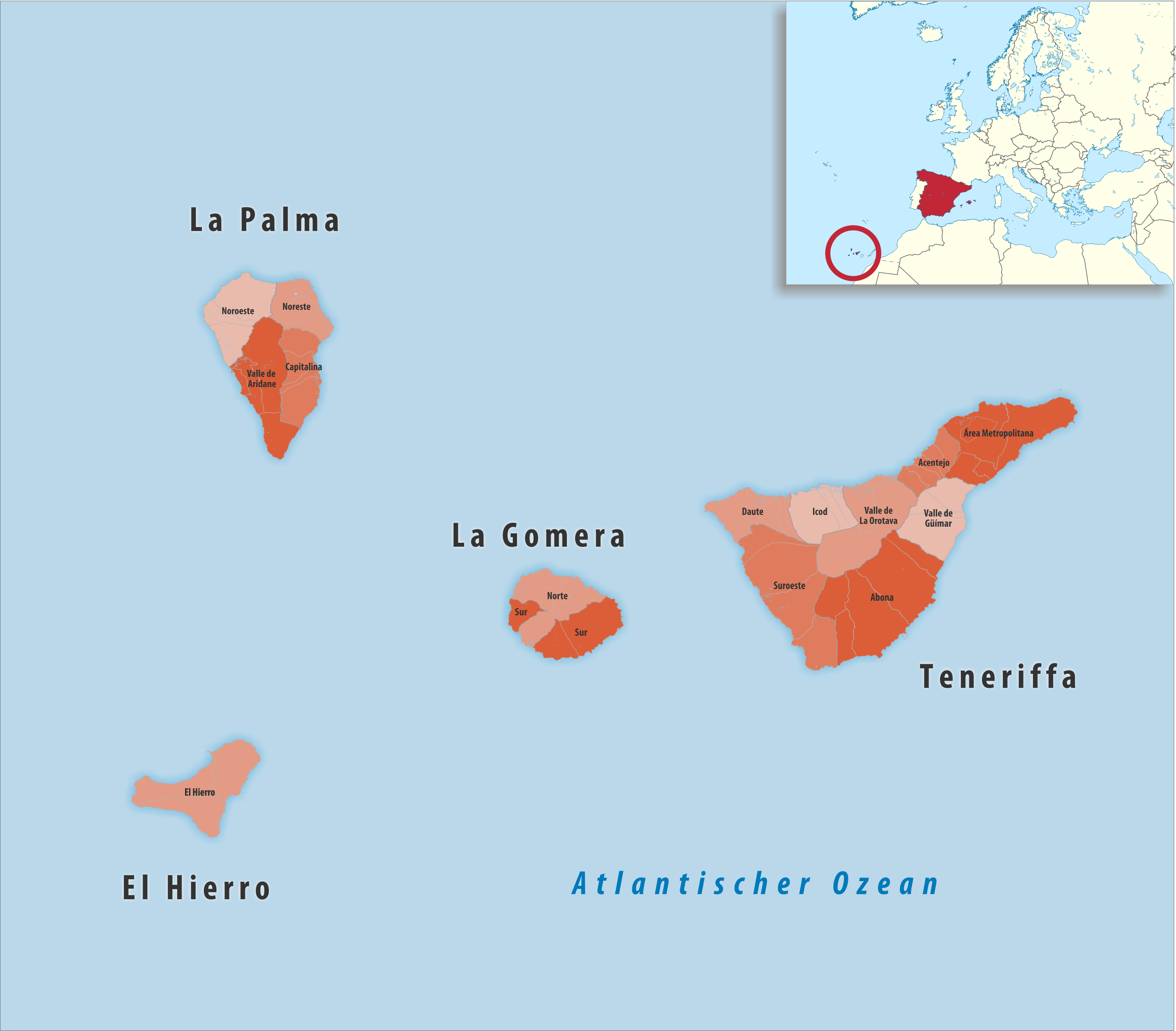
Comarcas in der Provinz Santa Cruz de Tenerife

| Comarca                        | Gemeinden | Einwohner (2024) | Fläche km² | Dichte Einw./km² | Hauptort                   |
| ------------------------------ | --------- | ---------------- | ---------- | ---------------- | -------------------------- |
| Abona                          | 5         | 94.338           | 484,99     | 195              | Granadilla de Abona        |
| Acentejo                       | 5         | 67.883           | 102,71     | 661              | Tacoronte                  |
| Área Metropolitana             | 4         | 401.005          | 318,64     | 1.258            | Santa Cruz de Tenerife     |
| Capitalina                     | 4         | 34.175           | 159,13     | 215              | Santa Cruz de La Palma     |
| Daute                          | 4         | 17.096           | 144,16     | 119              | Garachico                  |
| El Hierro                      | 3         | 11.806           | 267,72     | 44               | Valverde                   |
| Icod                           | 3         | 34.782           | 140,35     | 248              | Icod de los Vinos          |
| Noreste                        | 3         | 9.009            | 121,42     | 74               | San Andrés y Sauces        |
| Noroeste                       | 3         | 7.022            | 186,94     | 38               | Tijarafe                   |
| Norte                          | 3         | 5.949            | 172,70     | 34               | Vallehermoso               |
| Sur                            | 3         | 16.487           | 194,95     | 85               | San Sebastián de La Gomera |
| Suroeste                       | 4         | 172.188          | 383,76     | 449              | Arona                      |
| Valle de Aridane               | 4         | 34.898           | 239,48     | 146              | Los Llanos de Aridane      |
| Valle de Güímar                | 3         | 56.287           | 186,73     | 301              | Candelaria                 |
| Valle de La Orotava            | 3         | 111.484          | 272,19     | 410              | Puerto de la Cruz          |
| Provinz Santa Cruz de Tenerife | 54        | 1.074.409        | 3.375,87   | 318              | Santa Cruz de Tenerife     |